# ستيف ويستون
ستيف ويستون هو ممثل كندي، ولد في 1940، وتوفي في 12 مايو 1985.

## وصلات خارجية
- ستيف ويستون على موقع IMDb (الإنجليزية)
- ستيف ويستون على موقع قاعدة بيانات الفيلم (الإنجليزية)